# زينب بكور
زينب بكور وُلِدَت في 29 مارس 1978م في دمشق، وهيَ عدَّاءَة مَسافات طَويلَة سورية متقاعدة.
مَثَّلَت بَلَدَها سوريا في أولمبياد صَيف 2004م، حيثُ حَققت رقماً قياسياً وطنياً قدره 17:03.60 في سباق 5000 مِتر للسيدات في بطولة الألعاب الرِّياضية السورية عام 2000 في دمشق.
تَأَهلَّت بَكور كَلاعِبَة رِياضِيَّة وَحيدة في المنتخب السوري لخوض سباق 5000 متراً لِلنساء في الألعاب الأولمبية الصيفية 2004 في أثينا، بالمُواَفَقة على دَعوَة ثلاثية من اللجنة الأولمبية السورية والرَّجل الريفي.
رَكَضَت كَأفضل مُتسابِقة من 17:18-66 لِتحصل عَلى المرتبة الثامنة عشر من بَين الرِّياضييّن العشرين المُسَجلين، لكنَّها لَم تُقدِّم المزيد في الدَّور النهائي،
حلّت بعد البطلة تيروميش ديبابا من أثيوبيا بفارق دقيقتين.

## وصلات خارجية
- زينب بكور على موقع الاتحاد الدولي لألعاب القوى (الإنجليزية)
- زينب بكور على موقع أوليمبيديا (الإنجليزية)